# Megan Fox
Megan Denise Fox, född 16 maj 1986 i Oak Ridge i Tennessee, är en amerikansk skådespelare och modell. 
Fox påbörjade sin skådespelarkarriär år 2001 med flera mindre tv- och filmroller och spelade senare en återkommande roll i serien Hope & Faith. År 2004 gjorde hon sin långfilmsdebut med en roll i Tonårsliv. År 2007 spelade hon rollen som Mikaela Banes som Shia LaBeoufs karaktär i filmen Transformers är förälskad i, vilket blev hennes genombrott. Fox hade samma roll i 2009 års uppföljare, Transformers: De besegrades hämnd. Fox betraktas också som en av sin samtids sexsymboler och har medverkat i tidningar som Maxim och FHM. Megan Fox har även framröstats som världens vackraste kvinna flera gånger.

## Kända roller och filmnomineringar
Fox gjorde sin skådespelardebut i Olsen-tvillingarnas film Tvillingarnas äventyr på Bahamas (2001) men är kanske mest känd för sin roll som Sydney Shanowski i komediserien Hope & Faith och från Transformers-filmerna. Hon har nominerats för sammanlagt fyra Teen Choice Award-priser; en för Hope & Faith och tre för Transformers. Hon har varit med i Jennifer's Body där hon spelar mot Amanda Seyfried. År 2010 medverkade hon bland annat i actionfilmen Jonah Hex och i musikvideon till Eminems hitsingel "Love the Way You Lie".

## Privatliv
Megan Fox var 2010-2020 gift med Brian Austin Green . I augusti 2015 meddelade paret att de separerade, men var återförenade redan 2016. I maj 2020 meddelade paret återigen att de ämnar att skilja sig efter att ha levt isär sedan december 2019. I mars 2020 träffade Fox artisten och skådespelaren Machine Gun Kelly under inspelningen av filmen Midnight In The Switchgrass, i maj syntes hon vid hans sida i musikvideon till hans låt Bloody Valentine och i juli samma år kom de ut som ett par på Instagram.

## Filmografi

### Film
| År   | Film                                             | Roll                      | Övrigt |
| ---- | ------------------------------------------------ | ------------------------- | --- |
| 2001 | Tvillingarnas äventyr på Bahamas                 | Brianna Wallace           | Direkt till video |
| 2004 | Tonårsliv                                        | Carla Santini             | |
| 2004 | Crimes of Fashion                                | Candace                   | TV-film |
| 2007 | Transformers                                     | Mikaela Banes             | National Movie Award Nominering – Best Performance by a Female Teen Choice Award Nominering: Choice Movie Actress: Action Adventure, Choice Movie: Breakout Female, Choice Movie: Liplock (med Shia LaBeouf) Spike TV Scream Award – Sci-Fi Siren. MTV Movie Awards Best Movie |
| 2008 | Hopplös och hatad av alla                        | Sophie Maes               | |
| 2008 | Whore                                            | Lost                      | |
| 2009 | Jennifer's Body                                  | Jennifer Check            | |
| 2009 | Transformers: De besegrades hämnd                | Mikaela Banes             | |
| 2010 | Jonah Hex                                        | Lilah                     | |
| 2010 | Passion Play                                     | Lily Luster               | |
| 2011 | Na Nai’A legend of the dolphins                  | Hawaiian Spinner Dolphins | |
| 2011 | Friends with Kids                                | Mary Jane                 | |
| 2012 | The Dictator                                     | Sig själv                 | cameo |
| 2012 | Robot Chicken DC Universe Special                | Lois Lane                 | |
| 2012 | This Is 40                                       | Desi                      | |
| 2014 | Teenage Mutant Ninja Turtles                     | April O'Neil              | |
| 2016 | Teenage Mutant Ninja Turtles: Out of the Shadows | April O'Neil              | |
| 2016 | Zeroville                                        | Soledad Paladin           | Post-produktion |
| 2021 | Till Death                                       | Emma Davenport            | |

### Television
| År        | Serie                             | Roll                       | Övrigt |
| --------- | --------------------------------- | -------------------------- | --- |
| 2002      | Ocean Ave                         | Ione Starr                 | |
| 2003      | Ska du säga!                      | Shannon                    | Avsnitt: "Like a Virgin (Kinda)"                                                                             |
| 2004      | 2 1/2 män                         | Prudence, Berta's barnbarn | Avsnitt: "Camel Filters and Pheromones"                                                                      |
| 2004      | The Help                          | Cassandra Ridgeway         | 3 avsnitt |
| 2004      | Crimes of Fashion                 | Candace                    | |
| 2004–2006 | Hope & Faith                      | Sydney Shanowski           | Young Artist Award Nominering – Best Performance in a TV Series (Comedy or Drama) - Supporting Young Actress |
| 2011      | Robot Chicken                     | Sig själv / Lois Lane      | Röst Avsnitt: "The Core, the Thief, His Wife and Her Lover"                                                  |
| 2012      | Robot Chicken DC Universe Special | Lois Lane                  | Röst |
| 2012      | Wedding Band                      | Alexa Jordan               | Avsnitt: I Love College                                                                                      |
| 2016      | New Girl                          | Reagan Lucas               | 7 avsnitt |